# Only One (Yellowcard)
Only One è un singolo del gruppo musicale statunitense Yellowcard, pubblicato nel 2005 ed estratto dall'album Ocean Avenue.

## Tracce
1. Only One
2. View from Heaven (Acoustic - from AOL session)
3. Miles Apart (Live - from Electric Factory)